# San Pedro de Trones
San Pedro de Trones es una localidad del municipio de Puente de Domingo Flórez, en la provincia de León. En 2019 tenía 350 habitantes. Está situada al límite este con Galicia.
Tiene un clima oceánico con tendencias mediterráneas. La temperatura media es de unos 13 °C (enero 5 °C, agosto 22 °C). Con precipitaciones más frecuentes en invierno, el verano sigue siendo muy seco. El sol luce una media de 2100 horas por año.

## Situación
Se encuentra próximo a la carretera CL-536 y a las localidades de Puente de Domingo Flórez y Castroquilame.
Existen varias minas a cielo abierto a su alrededor.

## Economía
Posee una gran industria pizarrera. Antes de este siglo destacó por los telares de lienzo y en su primer cuarto contaba con fábrica de electricidad, molinos harineros, carpinterías, herrerías, fábricas de gaseosas y aguardiente, etc.

## Historia
La Cruz, Acebreiro, Pandela, Penelas, Carballal, Carballeda, Outeiro, Chao de San Miguel, La Torre, El Poulo y El Soto son sus barrios.
En 1890 se inicia la explotación de las primeras canteras de pizarra en las cercanías de San Pedro; su transpone se hacía en carros de bueyes, pagándose cuatro pesetas por el porte de cada carro hasta la estación de Sobradelo; posteriormente una barca permitió acercar la mercancía a la estación de Quereño. La primera vez que se cita este pueblo es en 1182 cuando pertenecía al monasterio de Montes. Perteneció después al Marquesado de Villafranca, y a su abadía la iglesia de San Pedro.

## Infraestructuras
Cuenta con colegio público,
Museo de la pizarra y
Piscinas públicas

## Monumentos
Por ser único en toda España cabe mencionar el Museo de la Pizarra. Es un museo pequeño y moderno donde podemos encontrar todo lo relacionado con esta industria extractiva de la pizarra, desde sus comienzos hasta hoy en día y su relación generadora de riqueza en la comarca. Colección arqueológica. Serie de piezas etnográficas y de artes decorativas e instrumental y objetos relativos a la explotación antigua de la pizarra. Se expone una colección arqueológica, en la que destaca, la magnífica espada de Villafranca, así como una serie de piezas etnográficas y de artes decorativas. Instrumental y objetos relativos a la explotación antigua de la pizarra.
Construida sobre otra del siglo XI se ha erigido la ermita de la Virgen de la Estrella, de estilo neorrománico con forma de estrella octogonal. La imagen que guarda en su interior de la virgen de la Estrella es una talla de madera que imita a otra del siglo XIII de la catedral de Plasencia.

## Evolución demográfica
| 2000 | 2001 | 2002 | 2003 | 2004 | 2005 | 2006 | 2007 | 2008 | 2009 | 2010 | 2011 |
| 495  | 486  | 466  | 453  | 436  | 434  | 421  | 408  | 387  | 382  | 378  | 369  |

## Hijos ilustres
- Rosario Velasco (1957-), pediatra y política.
- Felipe Fernández García. Obispo.

- Datos: Q6119593